# Abadía Maria Toevlucht
La abadía Maria Toevlucht (María del Refugio), es una abadía trapense que se encuentra entre Zundert y Schijf pasando la reserva natural de Moeren.

## Historia
La abadía tiene su origen en la secularización francesa que tuvo lugar a finales del siglo XIX. Esta política amenazó con la expulsión la particular vida contemplativa de los monasterio. Esto también afectó a los monjes de la Abadía op de Katsberg de Godewaarsvelde y como resultado estos formaron  en 1881 la Abadía de Koningshoeven en Tilburg.
Dada la situación en Francia, que no quería fundar más monasterios, en 1897 la abadía de Koningshoeven recibió de Anna Catharina van Dongen un pedazo de tierra cerca de Zundert. Esto se encuentra en la zona pantanosa conocida como De Moeren a medio camino entre Zundert y Rucphen.
Algunos de los monjes de Koningshoeven comenzaron aquí en 1899 la construcción de un nuevo monasterio. La capilla provisional fue dedicada el 24 de mayo de 1900. Contaba con doce monjes. El nombre de María del Refugio fue elegido debido a que el priorato es en realidad un refugio, que en el caso de los monjes franceses suponía su expulsión. Aunque de hecho, eso nunca ocurrió.
El 22 de junio de 1909 los monjes tuvieron que abandonar el edificio debido a que surgieron grandes dificultades en la abadía principal de Tilburg. Encontraron refugio en la Abadía de Westmalle. El nuevo monasterio estuvo a punto de desaparecer, pero Maria Ullens de Schooten salvó la abadía de su destrucción y contribuyó a la posterior construcción de la iglesia del monasterio y un ala del complejo final. La congregación creció de manera constante y atrajo a muchos jóvenes.
El 14 de septiembre de 1934, el priorato se convirtió en una abadía, y Dom Nivardus Muis fue el primer abad. Fue sucedido por Don Alfonsus van Kalken, y en 1958 por Don Emmanuel Schuurmans. Con la llegada de estos últimos abades se iniciaron una serie de innovaciones bajo la gestión a largo plazo de Dom Jeroen Witkam (1967-2001). Así fueron los monjes en 1975 para la introducción del holandés como lengua litúrgica, y se eligieron los salmos de Ida Gerhardt y Marie van der Zeyde.
A partir de los años 70 del siglo XX, bajo la influencia de la misma abad, Dom Jeroen Witkam, comenzó la práctica de la meditación zen. Después de un período de pocas vocaciones en los años 80 del siglo XX, a partir de los años 90 se inscribieron un número de jóvenes monjes para que la abadía podía seguir existiendo. En 1998, se produjo la transición de una granja de productos lácteos extensiva a una agricultura orgánica. Bajo el abad Dom Wiro Fagel (2001-2007) se llevó a cabo una importante renovación de los edificios, entre los cuales el más llamativo es la nueva casa de huéspedes y la entrada principal. Desde 2007, la dirección de la abadía está en manos del abad Dom Daniel Hombergen.

## Actualidad
La abadía está situada en un tranquilo entorno rural, rodeado de bosques y naturaleza. La comunidad tiene en este momento 20 monjes. Su vida se caracteriza por el silencio, la reflexión y la oración. Muchos huéspedes visitan anualmente la abadía. Para ellos es una casa de huéspedes que cumple con los requisitos de la Edad Moderna.

## Cervecería
En 2009, ya no era posible seguir realizando actividades de agricultura, así que se decidió abrir una fábrica de cerveza. La construcción comenzó en octubre de 2012 y se completó en junio de 2013. La fábrica de cerveza se llama "De Kieviet", traducido como avefría europea, que se convirtió en el emblema de la nueva fábrica de cerveza. A principios de diciembre de 2013 salió al mercado la cerveza trapense Zundert. Es, después de La Trappe de la Abadía de Koningshoeven, la segunda cerveza trapense holandesa.